# Linke-Hofmann R.II
Linke-Hofmann R.II (Riesenflugzeug – "máy bay khổng lồ") là một loại máy bay ném bom được thiết kế chế tạo tại Đức năm 1917.

## Tính năng kỹ chiến thuậ (Linke-Hoffmann R.II)
Dữ liệu lấy từ German Aircraft of the First World War
Đặc điểm tổng quát
- Kíp lái: 6+
- Chiều dài: 20.316 m (66 ft 7-7/8 in)
- Sải cánh: 42.16 m (138 ft 4 in)
- Chiều cao: 7.1 m (23 ft 3-5/8 in)
- Diện tích cánh: 320 m2 (3,443 ft2)
- Trọng lượng rỗng: 8.000 kg (17.640 lb)
- Trọng lượng có tải: 12.000 kg (26.460 lb)
- Powerplant: 4 × Mercedes D.IVa, 193,9 kW (260 hp) mỗi chiêc mỗi chiếc

Hiệu suất bay
- Vận tốc cực đại: 130 km/h (81,25 mph)
- Vận tốc lên cao: 2,08 m/s (410 ft/phút)

Vũ khí trang bị
- 3 x súng máy